# Luis Barros Borgoño
Luis Barros Borgoño (Santiago, 26 de março de 1858 – Santiago, 26 de julho de 1943) foi um escritor e político chileno, vice-presidente da República do Chile.

## Biografia
Filho de Manuel Barros Arana e Eugenia Borgoño Vergara. Formou-se advogado em 1880, foi relator da Suprema Corte em 1884, Ministro da Guerra e da Marinha por três ocasiões (1889, 1892 e 1895), Ministro das Relações Exteriores (1894 e 1918) e da Fazenda (1901).
Ocupou a vice-presidência após a renúncia de Arturo Alessandri Palma até a eleição de Emiliano Figueroa Larraín em 23 de dezembro de 1925.
Paralela a sua vida política, Barros também publicou várias obras de caráter histórico, destacando-se La Misión Muzi, Vida del Almirante Lynch e Misión en el Plata, na qual defendeu a atuação de seu tio, Diego Barros Arana, nas negociações sobre questões territoriais com a Argentina.